# Thể dục

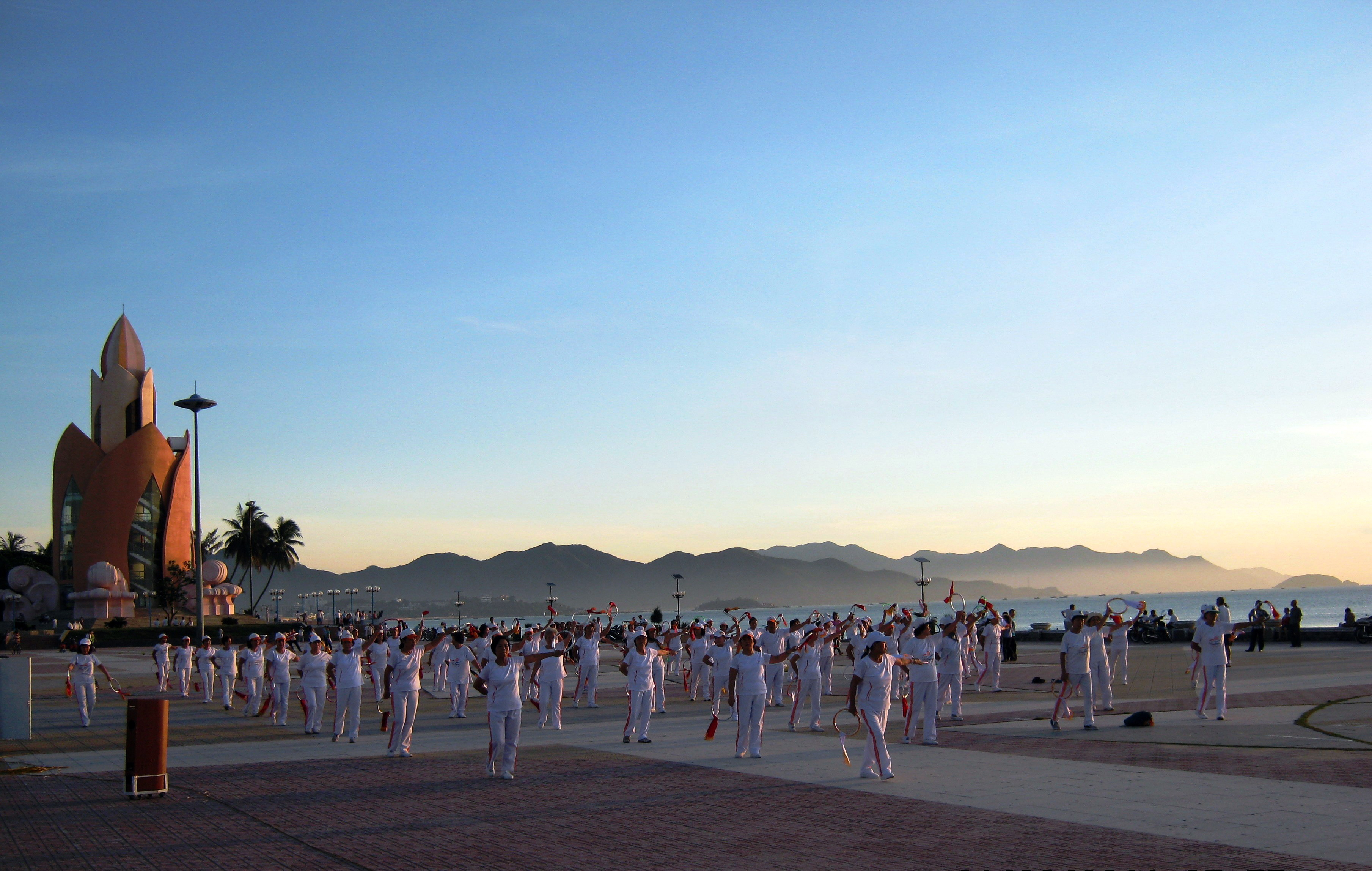
Tập thể dục buổi sáng bên bờ biển Nha Trang.

Thể dục là tất cả những hoạt động thể chất nhằm nâng cao hoặc duy trì sự vừa vặn của cơ thể và sức khỏe nói chung. Nó có thể được thực hiện nhằm một vài lý do. Những lý do này bao gồm sức mạnh cơ bắp, hệ tim mạch, trau dồi kỹ năng thể thao, giảm và duy trì cân nặng, và sở thích. Các bài tập thể dục đều đặn và thường xuyên nâng cao sức miễn dịch cơ thể và giúp ngăn ngừa các bệnh hiện đại như bệnh tim, hệ tuần hoàn, tiểu đường típ hai và béo phì. Nó còn nâng cao sức khỏe tinh thần, giúp ngăn chặn trầm cảm, giúp nâng cao tính lạc quan và còn là yếu tố làm tăng thêm sự hấp dẫn giới tính cá nhân hay hình ảnh cơ thể, mà luôn liên quan đến lòng tự trọng. Bệnh béo phì ở trẻ em đang ngày một gia tăng trên thế giới và thể dục có thể giúp giảm được tình trạng béo phì ở các nước phát triển. Tập thể dục là một trong những công việc đầu tiên chúng ta từ bỏ khi quá bận rộn

## Phân loại

### Kiểu bài tập
Các bài tập thường được xếp vào ba loại phụ thuộc vào tác dụng chung của chúng lên cơ thể con người:
- Các bài tập uốn dẻo nhằm mục đích phát triển xương khớp như kéo căng cơ, khớp làm tăng phạm vi của hoạt động của cơ và khớp.[5]
- Các bài tập ưa khí (aerobic) tăng cường nhịp hô hấp, nhịp tim như đạp xe, bơi lội, đi bộ, nhảy dây, chèo thuyền, chạy, đi bộ đường dài, chơi quần vợt, quan hệ tình dục cũng là một hình thức tốt để điều hòa nhịp tim mạch. Nó tập trung vào việc tăng cường sức dẻo dai của hệ tim mạch.[6]
- Các bài tập yếm khí (Anaerobic exercise), như đẩy tạ, các bài tập chức năng, chạy cự li ngắn sẽ nâng cao sức mạnh các cơ.[7]

### Danh mục các bài tập
- Rèn luyện sức mạnh
- Rèn luyện sức nhanh
- Rèn luyện sức bền

Đôi khi khái niệm động (dynamic) và tĩnh (static) được sử dụng. ‘Dynamic’ là những bài tập như chạy đều có xu hướng tạo ra áp suất máu tâm trương thấp hơn trong quá trình tập, do lưu lượng máu được làm tăng. Ngược lại, các bài tập tĩnh như đẩy tạ có thể là nguyên nhân tăng đáng kể áp suất tâm trương trong quá trình tập.

### Danh sách các bài tập kỹ năng thông thường
Thể dục được dùng để tăng cường các kỹ năng thể chất.
Các kỹ năng của thể chất có thể nằm trong các danh sách thông thường sau, per CrossFit:
- Sức dẻo dai của hệ tuần hoàn, hô hấp
- Sự chịu đựng
- Sức mạnh thể chất
- Sự dãn các khớp, cơ
- Năng lực cơ thể
- Tốc độ
- Kết hợp
- Sự nhanh nhẹn
- Khả năng thăng bằng
- Sự chính xác

### Một số hình thức thể dục
Một số hình thức thể dục và tập thể lực như:
Đi bộ - Chạy (chạy bộ) - Chống đẩy - Bơi lội - Điền kinh - Nhảy dây - Kéo co - Nhảy / Múa / Khiêu vũ - Nhào lộn / Xiếc - Đạp xe - Kéo giãn cơ - Squat - Aerobic - Plank - Burpee - Tricking - Yoga - Thể hình - Võ thuật -....

## Lợi ích

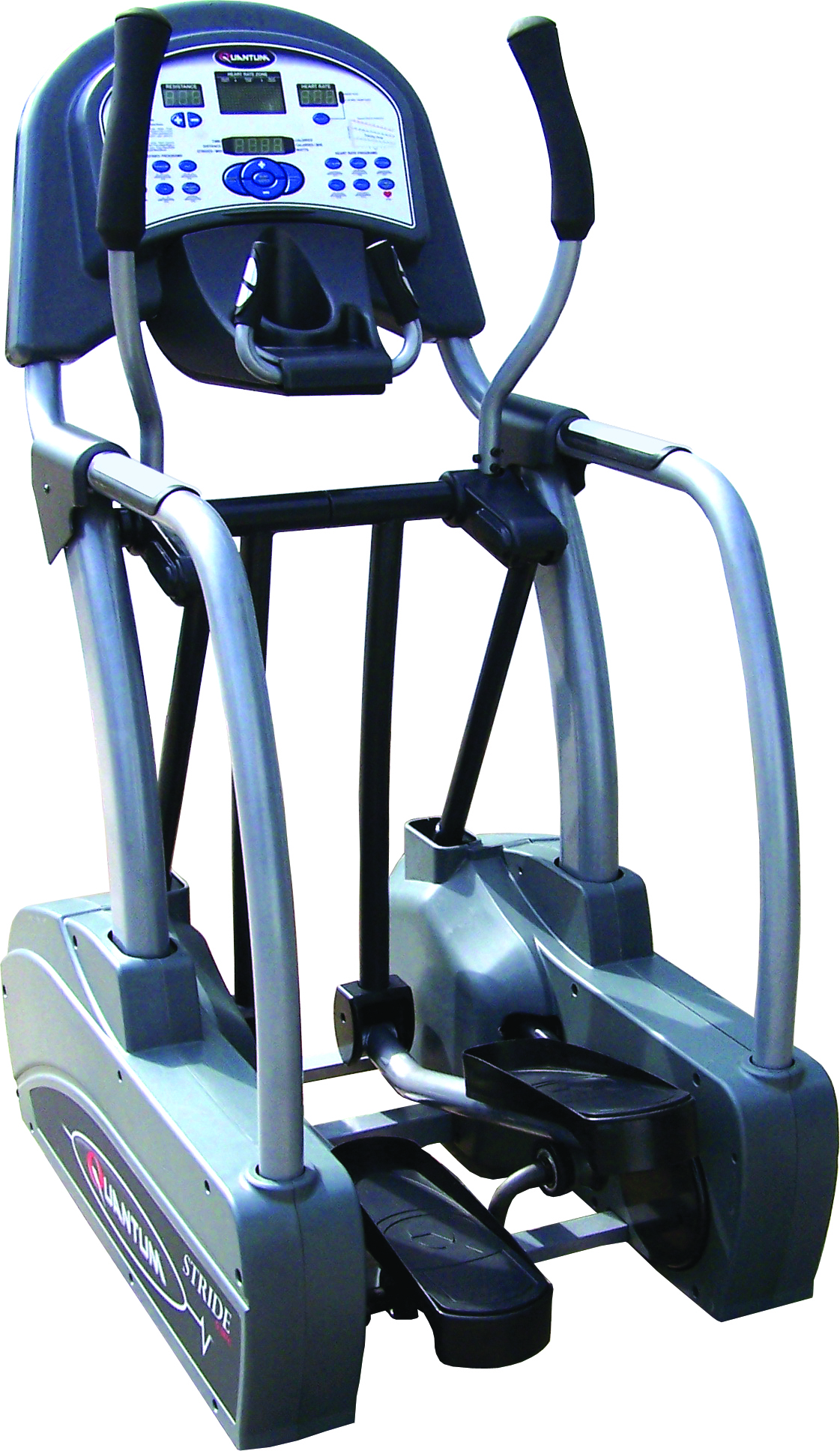
Một chiếc máy tập thể dục thông thường

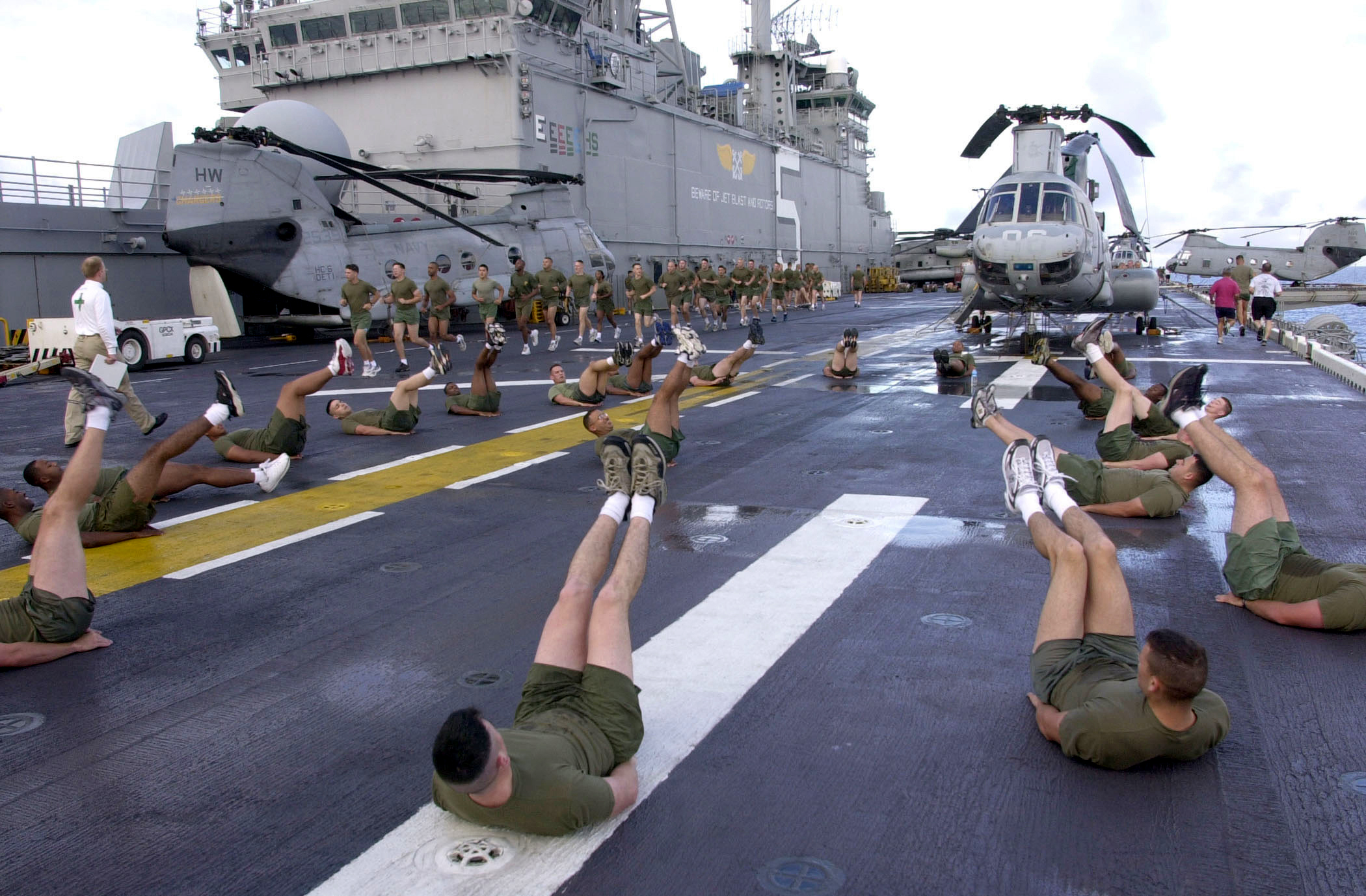
Thủy quân lục chiến Hoa Kỳ đang tập luyện tại

Thể dục quan trọng cho việc duy trì thể trạng cơ thể và góp phần tích cực vào duy trì trọng lượng vừa vặn, xây dựng duy trì mật độ xương, sức mạnh các cơ, khớp, tính cơ động, đẩy mạnh sự khỏe mạnh sinh lý, giảm nguy hiểm phẫu thuật và làm tăng sức mạnh hệ miễn dịch.
Các bài tập còn giảm mức cortisol. Cortisol là một hóc môn gây căng thẳng tạo ra mỡ ở vùng bụng, làm khó giảm cân. Cortisol là nguyên nhân của rất nhiều vấn đề sức khỏe, cả thể chất và tinh thần.
Những bài tập ưa khí công (aerobic) thường được đưa ra để giúp ngăn ngừa hoặc điều trị những bệnh nguy hiểm đến tính mạng như cao huyết áp, béo phì, bệnh tim, tiểu đường tuýp 2, mất ngủ và suy nhược.
. Theo tổ chức y tế thế giới WHO việc thiếu luyện tập dẫn đến khoảng 17% của các bệnh về tim và tiểu đường, 12% sự suy sụp khi về già, và 10% ung thư vú, ruột kết.
Có một vài bằng chứng cho rằng những bài tập hoạt bát (90–95% of VO2 Max) tốt hơn so với các bài tập điều hòa (40 to 70% of VO2 Max).
Một số nghiên cứu chỉ ra rằng những bài tập hoạt bát thực hiện bởi cá nhân có thể làm tăng endorphin, mộ loại thuốc giảm đau tự nhiên, làm tăng testosterone và hormone phát triển, tác động đó không được đầy đủ như ở các bài tập điều hòa. Những nghiên cứu gần đây chỉ ra rằng anandamide có thể đóng vai trò lớn hơn là nội sinh morphine trong "runner's high".
Cả bài tập ưa khí và yếm khí đều nâng cao hiệu quả cơ học của tim bằng cách nâng cao thể tích tim (bài tập ưa khí công (aerobic)), hoặc độ dày thành tim (bài tập yếm khí (anaerobic)). Sự trương của tâm thất thường mang lại lợi ích nếu đó là do các bài tập mang lại.
Không phải tất cả mọi người đều có lợi ích như nhau từ các bài tập. Có một sự khác nhau lớn trong sự đáp ứng mỗi người với các bài tập. Hầu hết mọi người nhìn thấy bài tập điều hòa nâng cao sức dẻo dai từ các bài tập aerobic, một số sẽ nâng cao hai lần lượng oxy lấy vào, trong khi đó số khác có thể không bao giờ tăng thêm. Similarly, only a minority of people will show significant muscle growth after prolonged weight training, while a larger fraction experience improvements in strength. Sự khác nhau về gen trong việc cải thiện từ tập luyện là một trong những chìa khóa sinh học của sự khác nhau giữa những vận động viên ưu tú và hầu hết dân số còn lại.. Các nghiên cứu cho rằng tập thể dục vào giữa tuổi trường thành tốt hơn về sau.

### Ảnh hưởng đến hệ tuần hoàn
Ảnh hưởng có lợi của các bài lên hệ tuần hoàn được chứng minh bằng tài liệu sau:

Có một mối quan hệ trực tiếp giữa sự thiếu hoạt động và tử suất của hệ tuần hoàn, và sự thiếu vận động thể chất là một yếu tố nguy hiểm độc lập với việc phát triển của các bệnh động mạch vành. Có một sự liên quan đáp ứng liều lượng giữa lượng bài tập thực hiện từ khoảng 700 đến 2000 kcal năng lượng mỗi tuần và tất cả các nguyên nhân tử suất và bệnh của hệ tuần hoàn ở nhũng người trung tuổi và phần dân số già hơn. Khả năng lớn nhất cho việc giảm tử suất của những người ít vận động là trở thành một người năng động. Hầu hết các tác động có lợi của các hoạt động thể chất lên tử suất của các bệnh tim mạch có thể đạt được thông qua các hoạt động mạnh mẽ-điều hòa (40 đến 60% oxy được tăng thêm phụ thuộc vào tuổi).
Những người điều chỉnh thói quen của mình sau khi bị nhồi máu cơ tim điều chỉnh thói quen của mình sang những bài tập thông thường có thể cải thiện khả năng sống sót. Những người mà vẫ giữ thói quen ít vận động phải đối mặt với nguy cơ cao nhất của các bệnh về tim mạch. 

### Tác động lên hệ miễn dịch
Mặc dù có hàng trăm nghiên cứu về tập luyện và hệ miễn dịch, nhưng có một số ít bằng chứng về sự liên quan của tập luyện với bệnh tật. Các bằng chứng của khoa nghiên cứu bệnh dich gợi ý rằng, những bài tập điều hòa có tác dụng tốt lên hệ miễn dich con người, trong khi đó những bài tập nặng lại làm suy yếu nó. Ảnh hưởng này mà đã được minh họa trong đường cong J (J curve). Những bài tập điều hoà có liên quan tới giảm 29% tỉ lệ mắc phải nhiễm trùng của ống hô hấp trên (URTI), tuy nhiên các nghiên cứu trên các vận động viên ma-ra-tông chỉ ra rằng việc tập luyện cường độ cao kéo dài có liên quan đến việc tăng nguy cơ nhiễm trùng, mặc dù một nghiên cứu khác không tìm thấy tác động này. Chức năng của các tế bào miễn dịch bị tổn thương cấp tính bởi các bài tập kéo dài, cường độ cao, và một số nghiên cứu chỉ ra rằng các vận động viên có nguy cơ nhiễm trùng cao hơn. Hệ miễn dịch của vận động viên và người thường nói chung giống nhau. Vận động viên có thể nâng cao số lượng tế bào tự nhiên và các hành động cytolitic, nhưng những thứ này không có nhiều ý nghĩa.
Bổ sung vitamin C trợ giúp mức URTI thấp trong những vận động viên ma-ra-tông.
Chỉ dấu sinh học của viêm như protein phản ứng C, cái mà hỗ trợ các bệnh mãn tính, được giảm trong những hành động riêng liên quan đến những người ít vận động, và tác động tích cực của các bài tập có thể là vì hiệu ứng chống lại nhiễm trùng. Sự suy nhược hệ miễn dịch theo sau những cơn bệnh của những bài tập có thể là một trong những cơ chế cho tác động chống nhiễm trùng.

### Ảnh hưởng lên chức năng của não
Một khảo sát năm 2008 của các liệu pháp làm phong phú dựa trên sự hiểu biết kết luận rằng các hoạt động thể chất, và các bài tập aerobic đặc biệt nâng cao chức năng nhận thức của người già. Các nhà nghiên cứu nhận ra rằng não chuột phát triển khi để nó bò tự do, khi chuột bị thúc ép chạy nhiều hơn, khả năng tư duy của nó càng cao lên Trong loài chuột, các bài tập cải thiện chức năng nhận thức bằng cách cải sự độc lập thiện đồi hải mã, tiếp thu không gian, và nâng cao tính tạo hình của thời kỳ tiếp hợp và tế bào thần kinh Ngoài ra hoạt động thể chất được cho nói là thứ bảo vệ tế thần kinh trong rất nhiều tác nhân có hại cho thần kinh và các bệnh thần kinh. Ví dụ, nó giảm nguy cơ phát triển chứng mất trí. Xa hơn, những bằng chứng giai thoại gợi ý rằng tập luyện đều đặn có thể bảo vệ sự hư hại của rượu bao gồm trong máu.
Có một vài khả năng tại sao tập luyện lại có lợi cho não:
- Làm tăng lượng máu và oxy chảy lên não
- Làm tăng sự phát triển của các yếu tố giúp tạo tế bào thần kinh mới[30] và đẩy mạnh tính tạo hình của kỳ tiếp hợp [31]
- Làm tăng chất hóa học trong não giúp cho khả năng nhận thức như dopamine, glutamate, morepinephrine và serotoninin[32]
- Hoạt động thể chất có những ảnh hưởng có lợi khác liên quan tới khả năng nhận thức như làm tăng các yếu tố phát triển tế bào thần kinh, cái mà hỗ trợ sự tồn tại và phát triển của số tế bào thần kinh.[33]

### Tác động lên chứng trầm cảm
Số lượng các yếu tố tạo nên chứng trầm cảm bao gồm thừa cân, giảm tự tin, căng thẳng và lo lắng.
Endorphin đóng vai trò như là chất giảm đau tự nhiên và chống suy nhược cơ thể. Endorphin đã được quan tâm đến từ lâu như là nguyên nhân của cái được biết đến là "runner's high", con người có được trạng thái phấn khích từ việc nỗ lực thể lực mãnh liệt... Tuy nhiên nghiên cứu gần đây  chỉ ra rằng anadamide có thể có khả năng đóng vai trò lớn hơn eddorphin trong "runner's high". Khi một người luyện tập, mức tuần hoàn của cả serotonin và endorphin đều tăng lên. Được biết mức này giữ ở trạng thái cao như vậy trong vài ngày sau khi dừng tập luyện, có khả năng giúp cho việc cải thiện tâm trạng, nâng cao sự tự tin, và điều khiển trọng lượng. Tập luyện một mình là một phương pháp bảo vệ tiềm tàng và là cách điều trị chứng trầm cảm nhẹ. Các bài tập còn ảnh hưởng đến giấc ngủ của con người buổi đêm. Khi cơ thể đã mệt, nó sẽ vào trạng thái REM (Rapid Eye Movement) dễ hơn và chu kỳ lâu hơn.

## Đánh giá sức khỏe công cộng
Biểu hiện ở việc khuyến khích sử dụng cầu thang, hay những cuộc vận động cộng đồng đã chỉ ra là có hiệu quả trong việc nâng cao sức khỏe dân chúng. Ví dụ thành phố Bogota, Colobia chặn 113 km đường trong ngày chủ nhật và ngày lễ để mọi người có thể tập luyện dễ dàng hơn. Những vỉa hè là một phần của nỗ lực chống lại những bệnh mãn tính bao gồm béo phì.

## Những quan niệm sai lầm
Rất nhiều chuyện tưởng tượng nảy sinh quanh việc tập luyện, một vài trong số đó xuất phát từ thực tế, một vài thì hoàn toàn sai lầm. Đó là:
- Những bài tập quá sức có thể là nguyên nhân gây nên đột tử. Chết bởi tập luyện có một vài cơ sở nhỏ từ thực tế. Sự say nước có thể là kết quả của sự mất mồ hôi quá nhiều (mất chất điện điện phân) kết hợp với sự tiêu thụ lượng lớn nước và thiếu sự cung cấp đầy đủ chất điện phân, đặc biệt là muối và kali (ví dụ: chạy ma-ra-tông). Vẫn có khả năng chết do bệnh đau tim hoặc những tai nạn tương tự nếu một người luyện tập những bài tập không thích đáng với họ, hoặc những điều kiện hiếm thấy không chẩn đoán được như "hypertrophic cardiomyopathy" (một loại bệnh tim không rõ nguyên nhân). Nên tham khảo bác sĩ trước bất kỳ sự thay đổi lớn nào của chế độ tập luyện thường lệ. Rhabdomyolysis luôn có nguy hiểm. Một số mối nguy hiểm thường gặp khác tìm thấy từ những khuyết điểm trầm trọng, hoặc cực kỳ nguy hiểm của cơ thể như chứng huyết khối, hay phình mạch.
- Đẩy tạ làm cho bạn lùn đi và ngừng lớn. Nó được xác nhận là nguy hiểm khi đẩy tạ nặng ở tuổi thiếu niên (11 đến 16 tuổi) có thể gây tổn hại đến đĩa sụn của những xương dài và có thể làm chậm sự phát triển của khớp. Người ta còn gợi ý rằng tuổi thiếu niên không nên cố gắng tập bất kỳ loại đẩy tạ nào. Tuy nhiên đẩy tạ là một dạng bài tập khỏe khoắn đối với thiếu niên và có thể hoàn toàn an toàn nếu thực hiện dưới sự trông nom của người có chuyên môn.

### Mục đích giảm cân
"Giảm cân cục bộ" là một quan niệm rằng tập luyện một vùng nào đó của cơ thể sẽ ưu tiên giảm mỡ ở vùng đó. Ví dụ: gập bụng không phải là cách tốt nhất để giảm mỡ dưới da bụng. Nó không thể giảm béo từ một vùng của cơ thể tới các vùng khác. Hầu hết năng lượng lấy từ mỡ tới cơ đều thông qua dòng máu chảy và giảm việc dự trữ mỡ trong toàn cơ thể, từ nơi cuối cùng mà mỡ được tích trữ. Gập bụng có thể cải thiện kích thước, hình dáng của cơ bụng nhưng không thể giảm béo cho riêng vùng bụng. Những bài tập kiểu đó có thể giúp giảm tỉ lệ mỡ trên toàn cơ thể và co lại kích thước của tế bào mỡ.
Mỡ dự trữ thường được giải phóng và chuyển hóa bằng cơ thể theo kiểu LIFO (last in, first out)

### Cơ và mô mỡ
Một quan niệm sai lầm là mô cơ sẽ chuyển sang mô mỡ một khi một người dừng luyện tập. Nó không hoàn toàn đúng - mô mỡ và mô cơ khác nhau về cơ bản- nhưng cách giải thích thông thường là mô "mỡ chuyển thành mô cơ" là đúng trong trường hợp rằng sự chuyển hóa những thớ cơ thành năng lượng có thể là kết quả của việc glucozo ở ngoài được tích trữ vào mỡ. Xa hơn nữa, kết cấu của các bộ phận cơ thể có thể thay đổi theo hướng ít cơ hơn là mỡ, vì vậy tiết diện của cánh tay trên sẽ có vùng cho mỡ lớn hơn và vùng cho cơ nhỏ hơn. Đây không phải là cơ "chuyển thành mỡ" tuy nhiên, nó đơn giản là sự kết hợp của teo của cơ và mở rộng của mỡ và được trữ vào những mô khác của cơ thể. Cơ được thay thế bởi mỡ. Một thành phần cơ bản nữa của việc tăng các mô béo đó là chế độ, hầu hết những người luyện tập sẽ không giảm đáng kể chế độ ăn của họ để bù đắp cho lượng mất đi của các bài tập.

## Bài tập quá sức
Các bài tập là nguyên nhân gây căng thẳng và sự căng thẳng của bài tập có một sự tác động dị hóa lên cơ thể, những protein bị co rút trong phạm vi của cơ được tiêu thụ năng lượng, carbonhydrate và mỡ được tiêu thụ tương tự nhau và mô nối bị áp lực và có thể hình thành "micro-tear". Tuy nhiên cung cấp đầy đủ dinh dưỡng và nghỉ ngơi để tránh tập quá, phản ứng của cơ thể sẽ kích thích để thích nghi và cung cấp nhiều mô ở mức cao hơn mức có sẵn trước khi tập luyện. Kết quả là tất cả những tác động luyện tập của những bài tập bình thường: tăng tính khỏe của cơ, sức dẻo dai, mật độ xương, và tính bền của các mô nối.
Quá nhiều bài tập có thể gây nguy hiểm. Không có sự nghỉ ngơi hợp lý, nguy cơ đột quỵ và các vấn đề khác của hệ tuần hoàn tăng lên, và mô cơ có thể phát triển chậm.
Bài tập không thích đáng có thể gây nhiều nguy hiểm hơn là tốt, định nghĩa "không thích đáng " ở đây tùy thuộc vào từng người. Trong rất nhiều hành động, đặc biệt là chạy, có một chấn thương đáng kể là xuất hiện với thời khóa biểu bài tập được đưa vào nghèo nàn. Trong ví dụ điển hình, tập quá sức gây ra sự thất bại thành tích. Sự gắng sức bất thường của cơ dẫn đến "rhabdomyolysis"(phá hoại các cơ) hầu hết thấy trong những người lính mới nhập ngũ Một nguy hiểm khác là tập qua sức trong cường độ và khối lượng vượt quá sức phục hồi của cơ thể.
Dừng luyện tập nặng bất chợt có thể tạo nên sự thay đổi trong tâm trạng. Cảm giác chán nản và bối rối, lo âu có thể xuất hiện khi giảm lượng endorphin tự nhiên do các bài tập sinh ra. Luyện tập có được điều khiển bằng giới hạn vốn có của mỗi cơ thể. Trong khi một tập hợp khớp và cơ có thể có sức chịu đựng với chống lại ma-ra-tông kết hợp, một số cơ thể khác có thể bị gây tổn hại bởi 20 phút chạy nhẹ. Cái này có thể được quyết định cho mỗi cá nhân.
Quá nhiều bài tập có thể là nguyên nhân gây mất kinh ở phụ nữ.

## Xu hướng các bài tập
Thế giới có một sự thay đổi lớn theo hướng công việc ít đòi hỏi khắt khe thể lực. Nó được trợ giúp bằng các tăng việc sử dụng các loại vận tải cơ khí, các công nghệ hỗ trợ lao động chân tay ở nhà càng thịnh vượng, càng ít các trò đuổi bắt tiêu khiển.

## Dinh dưỡng và phục hồi
Dinh dưỡng thích hợp quan trọng với sức khỏe như những bài tập. Khi tập luyên thì càng quan trọng hơn khi có một chế độ ăn tốt để chắc chắn rằng cơ thể có một khẩu phần chính xác các nguyên tố vi lượng (macronutrients). Việc cung cấp nguyên tố vi lượng phong phú, để quá trình phục hồi theo kịp việc tập luyện tích cực.
Nghỉ ngơi và phục hồi hợp lý cũng quan trọng với sức khỏe như những bài tập, nói cách khác cơ thể trong tình trạng bị đau không thể cải thiện hay thích nghi với tập luyện. Nó cần phải được nạp lại glycogen dự trữ trong xương và gan. Một nhà dinh dưỡng thể thao khuyên uống những đồ uống phục hồi hoặc sữa sô-cô-la (những thứ được kết hợp bởi protein, carbonhydrate, và nước) trong vòng 30 phút sau bài tập. Các loại amino acid luôn được khuyên cho những bài tập phục hồi.
Dinh dưỡng và nghỉ ngơi có thể bị làm tổn hại bởi ép buộc tâm lý (rối loạn ăn uống như chứng cuồng ăn, biếng ăn) sự chệch hướng, thiếu tổ chức hoặc thiếu động lực.
Tình trạng cơ bị trì hoãn có thể phát sinh sau bất kỳ loại bài tập nào, đặc biệt nếu cơ thể không ở trong trạng thái vô điều kiện với bài tập.

## Lịch sử

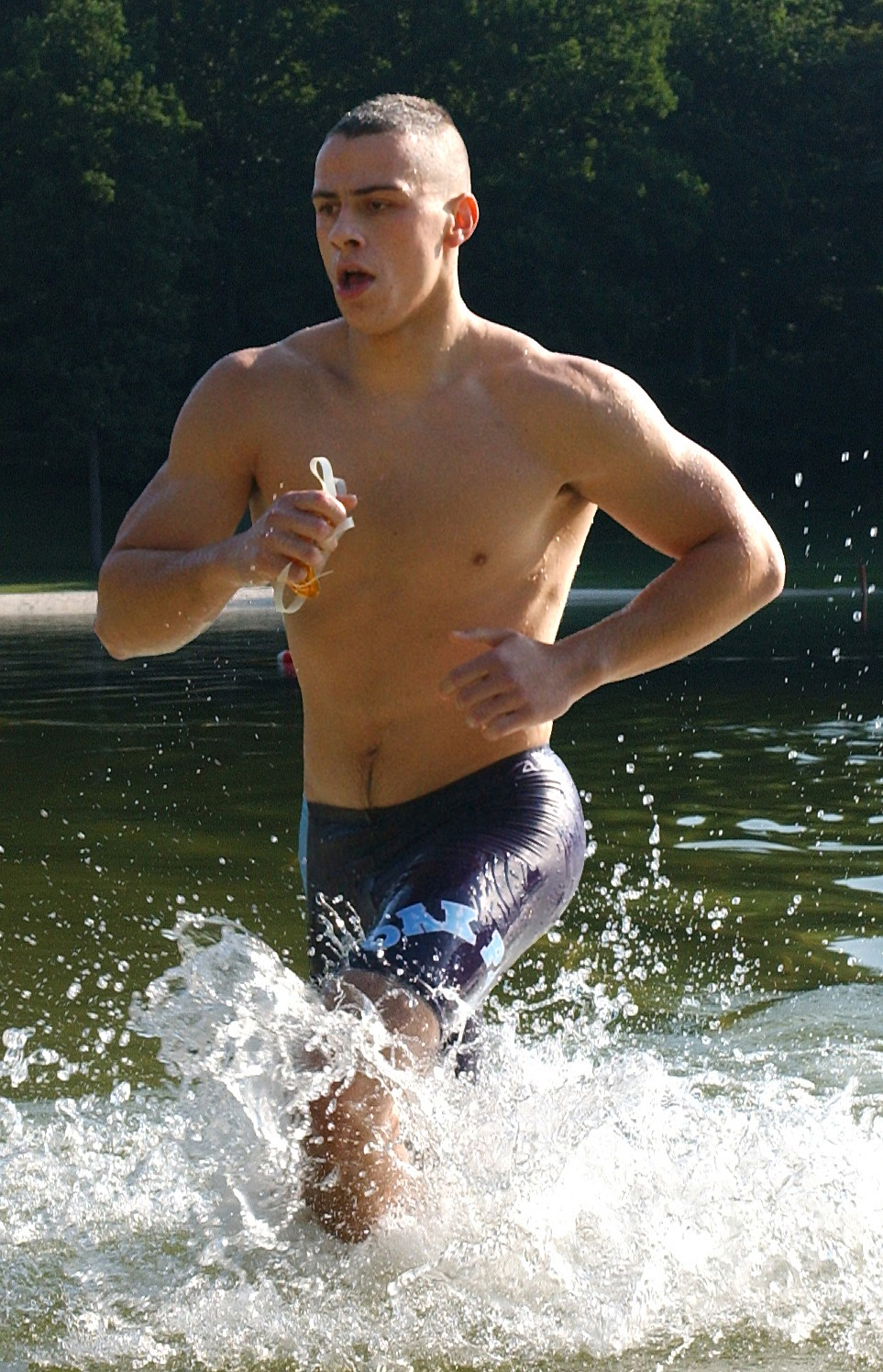
Một người lính đang tập chạy trên hồ nước, một trong ba môn phối hợp

Lợi ích của tập luyện đã được biết đến từ xa xưa. Marcus Tullius Cicero, khoảng năm 65 trước Công Nguyên đã tuyên bố rằng: "Chỉ riêng việc tập thể dục đã hỗ trợ tinh thần và giúp tâm trí luôn sảng khoái rồi." ("It is exercise alone that supports the spirits, and keeps the mind in vigor"). Tuy nhiên sự liên hệ giữa sức khỏe thể chất và tập luyện (hay không tập luyện) chỉ được phát hiện vào năm 1949 và báo cáo năm 1953 bởi nhóm dẫn đầu là Jerry Morris. Tiến sĩ Morris lưu ý rằng những người của tầng lớp xã hội và nghề tương tự (người bán vé xe buýt và người lái xe) có tỉ lệ khác biệt rõ rệt của bệnh đau tim, phụ thuộc vào mức luyện tập họ thực hiện: người lái xe buýt có một công việc ít di chuyển và có tỉ lệ mắc phải bệnh tim cao hơn, trong khi đó người bán vé xe buýt bắt buộc phải di chuyển liên tục và có tỉ lệ mắc bệnh tim thấp hơn. Sự liên hệ này chưa từng được lưu ý và sau này được xác nhận bởi những nghiên cứu khác.

## Đọc ngoài
- Guidance on the promotion and creation of physical environments that support increased levels of physical activity."Physical activity and the environment".

## Đường dẫn ngoài
- MedLinePlus's Topic on Exercise and Physical Fitness
- Science Daily's reference on Physical Exercise Lưu trữ ngày 24 tháng 11 năm 2010 tại Wayback Machine
- The Exercise & Muscle Directory
- Why Exercise won't make you Thin by The Observer